# Evžen Zámečník
Evžen Zámečník (Frýdek-Místek (Moravisch-Silezische Regio), 5 februari 1939 - 19 februari 2018) was een Tsjechische componist, dirigent en violist.

## Levensloop
Hij studeerde van 1956 tot 1961 viool en compositie aan het conservatorium en daarna bij Jan Kapr aan de Janáček-muziekacademie, beide in Brno. In 1968 studeerde hij af met de opera in een bedrijf Fraška o kádi. Met een studiebeurs deed hij verdere compositiestudies van 1968 tot 1970 aan de Staatliche Hochschule für Musik te München bij Günter Bialas en daarna nog van 1974 tot 1979 bij aan de Academie voor Muzikale Kunsten Praag bij Jiří Dvořáček. Orkestervaring kreeg hij bij het orkest van de Janáček-opera en in het Philharmonisch orkest van Brno, waar hij meerdere jaren viool speelde.
In 1982 stichtte hij de Brno Brass Band (B-B-B), een kamerensemble waarvan hij artistiek directeur en dirigent was en waarvoor hij talrijke composities schreef.
Vanwege zijn grote - ook internationale - vakbekwaamheid is hij een veelgevraagd jurylid voor compositie- en orkestwedstrijden in het binnen- en buitenland. In Nederland was hij ook jurylid tijdens het Wereldmuziekconcours in Kerkrade.
Zijn stijl van componeren had aanvankelijk een tendens naar het neoclassicisme. Later integreerde hij toenemend hedendaagse compositietechnieken. Zijn zijn dominante lijn bleef een eenvoudige, spontane toonspraak, eerst getint met de klankkleuren van de strijkinstrumenten. In zijn latere werk is de interesse voor blazers en slagwerk duidelijk hoorbaar.

## Composities

### Werken voor orkest
- 1967 Hukvaldy a symphonic movement for full orchestra
- 1971 In memoriam Igor Stravinsky for full orchestra
- 1973 Musica concertante voor strijkorkest
- 1973 Musica giocoso voor strijkorkest
- 1976 Violin Concerto No. 1
- 1977 Contactonia I voor viool, fluit en strijkers
- 1978 Preludio deciso for grand symphony orchestra
- 1979 Divertimento semplice voor strijkorkest
- 1980 Preludio filharmonico for full orchestra
- 1982 Musica lamentosa for full orchestra
- 1983 Serenata piccola voor strijkorkest
- 1983 Jazz-Study for violin and brass
- 1983 Mouthpiece Study for brass
- 1984 Concerto grosso for small wind ensemble and symphony orchestra
- 1986 Symphonic Diptych for full orchestra and baritone solo to a text by Jan Skacel
- 2003 Babí hura, voor orkest
- 2005 Concerto giocoso, voor orkest
- Hommage a B.M., voor kamerorkest

### Werken voor harmonieorkest
- 1974 Under the Bare Mountain
- 1974 Hukvaldy Serenade
- 1974 Get the better of yourself a gallop
- 1975 Soyuz-Apollo
- 1976 No Passaran
- 1978 Auch wenn wir alle fallen variaties over een oud arbeiderslied
- 1978 Frösche und Dinosaurier voor 4 trombones, 4 bastuba's en harmonieorkest
- 1979 Moravian Prelude - Mährisches Präludium
- 1980 Zum Harabisch moravische dans
- 1981 Ostrava Variations - Ostravaer Variationen
- 1981 Variaties over een tema van Jindrich Praveček
- 1983 Španělské metamorfózy (Spaanse Metamorphosen)
- 1983 Hukwalder Serenade
- 1983 Eine Blume für Václav Trojan
- 1984 Interludes voor kerstmis
- 1984 Mährische Rhapsodie
- 1984 Concerto grosso, voor klein blazersensemble en harmonieorkest
- 1986 Scherzo
- 1987 Mitternachts Serenade, voor flugelhoorn en harmonieorkest
- 1988 Studio Mate, Concert compositions for band
- 1988 Trnka (Blackthorn), walachische dans voor harmonieorkest
- 1988 Lachische Sonne, muzikale schilderij voor harmonieorkest
- 1989 Echoes from Kerkrade
- 1990 Zoologische Suite voor harmonieorkest
- 1990 Variations and Fugue TGM voor harmonieorkest
- 1992 Synkopy vpřed (Syncopation Forward) concertgalop voor harmonieorkest
- 1992 Lachische Polonaise voor symfonisch blaasorkest
- 1992 La derniere valse
- 1993 Kerkrade Panorama Variaties en fuga over een Nederlands volkslied
- 1994 Rondo buffo or "Rainy Mosguito Wedding" voor twee klarinetten en symfonisch blaasorkest
- 1994 Scout Suite voor symfonische blaasorkest
- 1994 Bitva u Slavkova pro žesťový soubor a bicí, voor groot harmonieorkest
- 1989 Rondo ben ritmico voor klein harmonieorkest
- 1993 Tanz Echoes concertstuk
- 1994 Junácká suita, voor harmonieorkest
- 1997 Foglariana - Suita na motivy knih Jaroslav Foglara, voor harmonieorkest
- 1998 Concertino, voor viool en groot harmonieorkest
- 2003 Jubilejní pochod, mars
- Bohemia (Concert) Polka
- Czech Notes, concertpolka
- Discovery Prelude
- Hudba pro Josefa Ladu, suite
- Moravské imprese
- Ozvěny Tance
- Poetická polka
- Překonej sám sebe
- Veselí Trubači
- Vier Altböhmische Intraden
- Dětská symfonie - Hommage a Joseph Haydn, voor groot harmonieorkest

### Cantates
- 1975 There beneath the Hills, the high Hills Cantata for baritone, reciter, female choir and orchestra to texts by Moravian poets and to folk poetry
- 1976 Indiánské léto, cantate voor sopraan solo, gemengd koor, twee tom-toms en orkest
- 1989 Lachischer Frühling cantate voor bariton solo, alt-viool solo, gemengd koor en orkest - tekst: Petr Bezruź en Lachische volksteksten
- High Jinks, cantate geïnspireerd door een gedicht uit de middeneeuwe

### Muziektheater

#### Opera's
| Voltooid in | titel                                            | aktes     | première    | libretto                                                              |
| ----------- | ------------------------------------------------ | --------- | ----------- | --------------------------------------------------------------------- |
| 1967        | Fraška o kádi (Die Posse vom Zuber)              | 1 bedrijf | 1968, Brno  | van de componist naar een Frans verhaal uit de 15e eeuw               |
| 1971        | Ferda Mravenec (Ferdinand de mier), kinder-opera |           | 1977, Brno  | van de componist gebaseerd op het gelijknamige boek van Ondrej Sekora |
| 1981-1982   | Brouk Pytlík (De kever de bat), kinderopera      |           | 1988, Praag | Rudolf Zak gebaseerd op het gelijknamige boek van Ondrej Sekora       |

#### Musical
| Voltooid in | Titel                      | Uitvoeringen | Première    | Libretto                                 | Verdere liedteksten | Choreografie |
| ----------- | -------------------------- | ------------ | ----------- | ---------------------------------------- | ------------------- | ------------ |
| 1992        | Rychlé šípy (Swift Arrows) |              | 2000, Praag | František Zacharník naar Jaroslav Foglar |                     |              |

### Koor- en vocaalmuziek
- 1964 Vier Kinderliederen voor kinderkoor - tekst: Jan Carek
- 1968 Peasant's Prayer A cycle of 3 mixed choruses to the lyrics of Czech folk poetry
- 1969 Impromptus I for mixed choir a cappella
- 1969 Impromptus II for mixed choir and solo trumpet
- 1976 Indian Summer for solo soprano, mixed choir and two tam-tams to a text by Ivo Odehnal
- 1976 Rivers A cycle of 3 male choruses to texts by J. Kebza
- 1978 Let's create a land of song Children s double chorus to a text by Ivo Odehnal
- 1979 Canto, voor sopraan, viool, piano en slagwerk
- 1983 Around Frýdek Mixed chorus
- 1983 How we are to behave Mixed chorus to a text by Jaroslav Hasek
- 1984 Beskydy Female chorus to a text by Petr Bezruc
- 1984 Games A cantata to texts of medival student s poetry for soprano, tenor, flute, viola, mixed choir and brass ensemble
- 1985 Sine amore nihil Two sonets for mixed choir to texts by Jan Skacel
- 1998 Čtyři písně o lásce, voor sopraan en piano
- A Little Evening Music, voor bas solo en orkest

### Kamermuziek
- 1986 Menuetto per Günter Bialas for brass ensemble
- 1986 Trombone Miscellany Cycle of compositions for 2-4 trombones
- 1987 Robbers Variations for chamber brass ensemble
- 1987 Czech Repercussions for bass and brass instruments, to texts of Frantisek Ladislav Celakovsky
- 1987 String Quartet No. 3
- 1988 Introduzione e due toccate voor solo gitaar
- 1989 Kontaktonia II voor fluit, alt-viool en cello
- 1990 Duo voor viool en klarinet
- 1993 Calls from the Tower Suite on Bohuslav Martinu and Jan Novak motives for 3 trumpets, 2 horns and 3 trombones
- 1993 Trio voor fluit, viool en piano
- 1994 Graz-Ostrava Fanfare for 3 trumpets, 3 trombones and timpani
- 1998 Divertimento semplice, voor fluit, viool en cello
- 1999 Concertino, voor tuba en piano
- 2004 Hukvaldská serenáda, voor fluit, viool, cello en piano

### Werken voor gitaar
- 1988 Introduzzione e due toccate, voor gitaar

### Werken voor accordeon
- 1982 Capriccio